# Goeljantsi
Goeljantsi (Bulgaars: Гулянци) is een stadje in het noorden van Bulgarije in de  oblast Pleven. Goeljantsi werd op 4 september 1974 officieel uitgeroepen tot stad, daarvoor was het nog een dorp. De regionale hoofdstad  Pleven ligt 34 km ten zuiden van Goeljantsi. De Donau ligt 4 km ten noorden van dit stadje.

## Bevolking
Op 31 december 2019 telde de stad Goeljantsi 2.835 inwoners, terwijl de gemeente Goeljantsi, waarbij ook de omliggende 11 dorpen bij worden opgeteld, 10.083 inwoners had. De regio kampt sinds de volkstelling van 1956 met een intensieve ontvolking.
| Goeljantsi (stad)     | 4.118  | 4.753  | 4.839  | 4.734  | 4.565  | 4.459  | 4.332  | 3.827  | 3.207  | 2.835  |
| Goeljantsi (gemeente) | 29.481 | 32.359 | 31.443 | 29.877 | 25.588 | 22.299 | 20.135 | 16.752 | 12.336 | 10.083 |

## Bestuurlijke indeling
De gemeente Goeljantsi bestaat naast de stad Goeljantsi uit de onderstaande dorpen:
| - Brest - Dolni Vit - Dabovan - Gigen - Iskar - Kreta | - Lenkovo - Milkovitsa - Somovit - Zagrazjden - Sjijakovo |